# Eisenbahn-Bau- und Betriebsordnung für Schmalspurbahnen
Die Eisenbahn-Bau- und Betriebsordnung für Schmalspurbahnen (ESBO) ist eine Rechtsverordnung, die die Grundsätze für den Bau und den Betrieb schmalspuriger Eisenbahnen des öffentlichen Verkehrs in Deutschland festlegt.

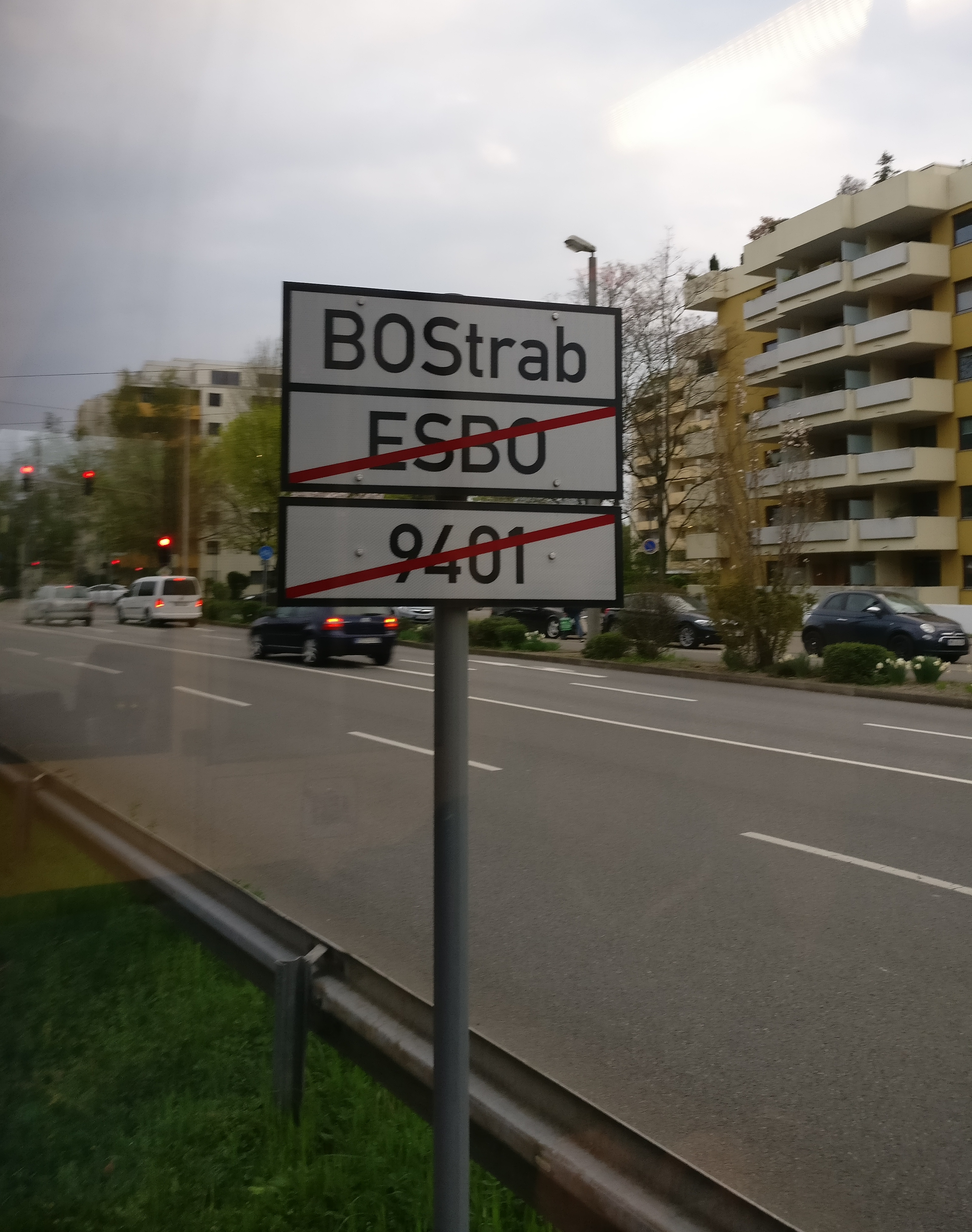
Ende des ESBO-Geltungsbereichs vor der Haltestelle Burgstraße auf der Bahnstrecke Weinheim–Heidelberg

Sie behandelt die gleichen Themen wie die Eisenbahn-Bau- und Betriebsordnung (EBO) und verweist auch an einigen Stellen direkt auf diese. Die ESBO geht darüber hinaus auf die Besonderheiten von Schmalspurbahnen ein. Ziel der Verordnung ist es zu erreichen, dass Bahnanlagen und Fahrzeuge so beschaffen sind, dass sie den Anforderungen von Sicherheit und Ordnung genügen. Diese Anforderungen gelten als erfüllt, wenn die Bahnanlagen und Fahrzeuge den darin enthaltenen Vorschriften im Speziellen und, soweit die ESBO zu bestimmten Aspekten keine ausdrücklichen Vorschriften enthält, den anerkannten Regeln der Technik im Allgemeinen entsprechen.

## Vorgeschichte
Aufgrund von § 1 Absatz 3 der BO vom 17. Juli 1928 erließ der Reichsverkehrsminister am 25. Juni 1943 die Eisenbahn-Bau- und Betriebsordnung für Schmalspurbahnen (BOS). Sie trat, ebenso wie die vereinfachte Eisenbahn-Bau- und Betriebsordnung für Schmalspurbahnen, am 1. August 1943 in Kraft. Nach Einführung der EBO im Mai 1967 wurde sie ersetzt.